# Geoff Masters
Geoffrey „Geoff“ Masters (* 19. September 1950 in Brisbane) ist ein ehemaliger australischer Tennisspieler.

## Karriere
Er gewann in seiner Karriere zwei Grand-Slam-Titel im Doppel. Mit seinem Landsmann Ross Case siegte er 1974 bei den Australian Open und 1977 in Wimbledon. Darüber hinaus standen die beiden drei weitere Male im Finale: 1972 und 1976 unterlagen er und Case in den Endspielen der Australian Open, 1976 zudem in Wimbledon. Bei den US Open 1974 gewann Geoff Masters gemeinsam mit Pam Teeguarden das gemischte Doppel. Insgesamt gewann er 23 Turniere im Doppel sowie drei weitere Titel im Einzel. Seinen größten Erfolg im Einzel feierte er mit dem Viertelfinaleinzug 1975 bei den Australian Open.
Zwischen 1972 und 1979 absolvierte Geoff Masters neun Begegnungen für die australische Davis-Cup-Mannschaft. Dabei gewann er seine beiden Einzelpartien, während er im Doppel in sechs seiner neun Einsätze siegreich blieb.

## Erfolge
| Legende                |
| Grand Slam (3)         |
| Open-Era-Turniere (23) |
| ATP Challenger Tour    |

| Titel nach Belag |
| Hartplatz (6)    |
| Rasen (5)        |
| Sand (7)         |
| Teppich (7)      |

### Einzel

#### Turniersiege
| Nr. | Datum            | Turnier       | Belag         | Finalgegner   | Ergebnis           |
| --- | ---------------- | ------------- | ------------- | ------------- | ------------------ |
| 1.  | 6. Januar 1974   | Sydney        | Rasen         | Colin Dibley  | 6:1, 6:4, 6:2      |
| 2.  | 24. Oktober 1976 | Sydney Indoor | Hartplatz (i) | James Delaney | 4:6, 6:3, 7:6, 6:3 |

#### Finalteilnahmen
| Nr. | Datum            | Turnier       | Belag         | Finalgegner      | Ergebnis                |
| --- | ---------------- | ------------- | ------------- | ---------------- | ----------------------- |
| 1.  | 2. Dezember 1972 | Brisbane      | Rasen         | Ken Rosewall     | 2:6, 7:5, 4:6, 6:3, 5:7 |
| 2.  | 21. Oktober 1973 | Manila        | Sand (i)      | Ross Case        | 1:6, 0:6                |
| 3.  | 27. Oktober 1974 | Melbourne     | Sand          | Dick Stockton    | 2:6, 3:6, 2:6           |
| 4.  | 2. Februar 1975  | Dayton        | Teppich (i)   | Brian Gottfried  | 4:6, 6:4, 4:6           |
| 5.  | 30. Oktober 1977 | Perth         | Teppich (i)   | Vitas Gerulaitis | 3:6, 4:6, 2:6           |
| 6.  | 22. Oktober 1978 | Sydney Indoor | Hartplatz (i) | Jimmy Connors    | 0:6, 0:6, 4:6           |

### Doppel

#### Turniersiege
| Nr. | Datum              | Turnier                 | Belag         | Partner          | Finalgegner                               | Ergebnis                |
| --- | ------------------ | ----------------------- | ------------- | ---------------- | ----------------------------------------- | ----------------------- |
| 1.  | 17. September 1972 | Seattle                 | Teppich (i)   | Ross Case        | Jean-Baptiste Chanfreau Wanaro N’Godrella | 4:6, 7:6, 6:4           |
| 2.  | 2. Dezember 1972   | Brisbane (1)            | Rasen         | Ross Case        | Georges Goven Wanaro N’Godrella           | 6:2, 6:7, 6:2, 7:6      |
| 3.  | 29. Juli 1973      | Washington              | Sand          | Ross Case        | Dick Crealy Andrew Pattison               | 2:6, 6:1, 6:4           |
| 4.  | 1. Januar 1974     | Australian Open         | Sand          | Ross Case        | Syd Ball Bob Giltinan                     | 6:7, 6:3, 6:4           |
| 5.  | 22. September 1974 | Los Angeles             | Hartplatz     | Ross Case        | Brian Gottfried Raúl Ramírez              | 6:3, 6:2                |
| 6.  | 20. Oktober 1974   | Sydney Indoor           | Hartplatz (i) | Ross Case        | John Newcombe Tony Roche                  | 6:4, 6:4                |
| 7.  | 16. März 1975      | São Paulo (1)           | Teppich (i)   | Ross Case        | Brian Gottfried Raúl Ramírez              | 6:75, 7:65, 7:66        |
| 8.  | 23. März 1975      | Caracas                 | Hartplatz     | Ross Case        | Brian Gottfried Raúl Ramírez              | 7:5, 4:6, 6:2           |
| 9.  | 12. Oktober 1975   | Melbourne               | Hartplatz     | Ross Case        | Brian Gottfried Raúl Ramírez              | 6:4, 6:0                |
| 10. | 2. November 1975   | Manila (1)              | Sand (i)      | Ross Case        | Syd Ball Kim Warwick                      | 6:1, 6:2                |
| 11. | 4. April 1976      | São Paulo (2)           | Teppich (i)   | Ross Case        | Charlie Pasarell Allan Stone              | 6:5, 6:1                |
| 12. | 21. November 1976  | Manila (2)              | Sand (i)      | Ross Case        | Anand Amritraj Corrado Barazzutti         | 6:0, 6:1                |
| 13. | 24. April 1977     | Denver                  | Sand (i)      | Colin Dibley     | Syd Ball Kim Warwick                      | 6:2, 6:3                |
| 14. | 2. Juli 1977       | Wimbledon Championships | Rasen         | Ross Case        | John Alexander Phil Dent                  | 6:3, 6:4, 3:6, 8:9, 6:4 |
| 15. | 6. November 1977   | Tokio                   | Sand          | Kim Warwick      | Dolin Dibley Chris Kachel                 | 6:2, 7:6                |
| 16. | 29. Januar 1978    | Sarasota                | Teppich (i)   | Colin Dowdeswell | Byron Bertram Bernard Mitton              | 2:6, 6:3, 6:2           |
| 17. | 5. Februar 1978    | Little Rock             | Hartplatz (i) | Colin Dibley     | Tim Gullikson Tom Gullikson               | 7:6, 6:3                |
| 18. | 2. April 1978      | Dayton (1)              | Teppich (i)   | Brian Gottfried  | Hank Pfister Butch Walts                  | 6:3, 6:4                |
| 19. | 29. Oktober 1978   | Osaka                   | Sand          | Ross Case        | Željko Franulović Buster Mottram          | 6:2, 4:6, 6:1           |
| 20. | 29. Oktober 1978   | Tokio Indoor            | Teppich (i)   | Ross Case        | Pat DuPré Tom Gorman                      | 6:3, 6:4                |
| 21. | 14. Oktober 1979   | Brisbane (2)            | Rasen         | Ross Case        | John James Chris Kachel                   | 7:6, 6:2                |
| 22. | 30. März 1980      | Dayton (2)              | Teppich (i)   | Wojciech Fibak   | Fritz Buehning Fred McNair                | 6:4, 6:4                |
| 23. | 15. Juni 1980      | Queen’s Club            | Rasen         | Rod Frawley      | Paul McNamee Sherwood Stewart             | 6:2, 4:6, 11:9          |

#### Finalteilnahmen
| Nr. | Datum            | Turnier                 | Belag         | Partner        | Finalgegner                          | Ergebnis                |
| --- | ---------------- | ----------------------- | ------------- | -------------- | ------------------------------------ | ----------------------- |
| 1.  | 3. Januar 1972   | Australian Open (1)     | Rasen         | Ross Case      | Owen Davidson Ken Rosewall           | 6:3, 6:7, 3:6           |
| 2.  | 23. Juli 1972    | Kitzbühel               | Sand          | Mal Anderson   | Jürgen Faßbender Hans-Jürgen Pohmann | 6:7, 4:6, 4:6           |
| 3.  | 10. Juni 1973    | Rom (1)                 | Sand          | Ross Case      | John Newcombe Tom Okker              | 2:6, 3:6, 4:6           |
| 4.  | 28. Oktober 1973 | Teheran                 | Sand          | Ross Case      | Rod Laver John Newcombe              | 6:7, 2:6                |
| 5.  | 24. Februar 1974 | Long Island             | Teppich (i)   | Ross Case      | Jeff Borowiak Dick Crealy            | 7:6, 4:6, 4:6           |
| 6.  | 28. April 1974   | St. Louis (1)           | Teppich (i)   | Ross Case      | Ismael El Shafei Brian Fairlie       | 6:7, 7:6, 6:7           |
| 7.  | 13. April 1975   | St. Louis (2)           | Teppich (i)   | Ross Case      | Colin Dibley Ray Ruffels             | 4:6, 4:6                |
| 8.  | 19. Oktober 1975 | Sydney Indoor (1)       | Hartplatz (i) | Ross Case      | Brian Gottfried Raúl Ramírez         | 4:6, 2:6                |
| 9.  | 26. Oktober 1975 | Perth                   | Teppich (i)   | Ross Case      | Brian Gottfried Raúl Ramírez         | 6:2, 4:6, 4:6, 0:6      |
| 10. | 4. Januar 1976   | Australian Open (2)     | Rasen         | Ross Case      | John Newcombe Tony Roche             | 6:7, 4:6                |
| 11. | 10. Januar 1976  | Monterrey               | Teppich (i)   | Ross Case      | Brian Gottfried Raúl Ramírez         | 2:6, 6:4, 3:6           |
| 12. | 21. März 1976    | Jackson                 | Teppich (i)   | Ross Case      | Brian Gottfried Raúl Ramírez         | 5:7, 6:4, 0:6           |
| 13. | 30. Mai 1976     | Rom (2)                 | Sand          | John Newcombe  | Brian Gottfried Raúl Ramírez         | 6:7, 7:5, 3:6, 6:3, 3:6 |
| 14. | 3. Juli 1976     | Wimbledon Championships | Rasen         | Ross Case      | Brian Gottfried Raúl Ramírez         | 6:3, 3:6, 6:8, 6:2, 5:7 |
| 15. | 20. Februar 1977 | San José                | Teppich (i)   | Tom Gorman     | Bob Hewitt Frew McMillan             | 2:6, 3:6                |
| 16. | 23. Oktober 1977 | Sydney Indoor (2)       | Hartplatz (i) | Ross Case      | John Newcombe Tony Roche             | 7:6, 3:6, 1:6           |
| 17. | 10. April 1978   | Johannesburg            | Hartplatz     | Colin Dibley   | Bob Hewitt Frew McMillan             | 5:7, 6:7                |
| 18. | 22. April 1979   | Houston                 | Hartplatz     | John Alexander | Gene Mayer Sherwood Stewart          | 1:6, 7:5, 4:6           |

### Mixed

#### Turniersiege
| Nr. | Datum           | Turnier | Belag | Doppelpartnerin | Finalgegner               | Ergebnis |
| --- | --------------- | ------- | ----- | --------------- | ------------------------- | -------- |
| 1.  | 26. August 1974 | US Open | Rasen | Pam Teeguarden  | Chris Evert Jimmy Connors | 6:1, 7:6 |